# Sabine Lepsius
Sabine Lepsius (Berlín, 15 de enero de 1864-Bayreuth, 22 de noviembre de 1942) fue una retratista alemana.

## Trayectoria
Nació en Berlín siendo sus padres el retratista Gustav Graef y la litógrafa Franziska Liebreich (1824–1893). Estudió con su padre y, en 1892, se casó con el también pintor Reinhold Lepsius. El matrimonio fue muy popular entre la burguesía berlinesa. Su hermano era el historiador de arte Botho Graef .
Fue amiga cercana y seguidora del poeta Stefan George. Pusieron su nombre a su hijo Stefan (1897-1917), que murió en la Primera Guerra Mundial. En 1935 publicó un libro sobre su amistad en el que atribuía el fatal infarto de su hermano a la noticia de la muerte de su hijo.
Lepsius expuso su trabajo en el Edificio de la Mujer en la Exposición Mundial Colombina de 1893 en Chicago, Illinois.
Su salón en Berlin-Westend fue considerado un importante punto de encuentro. Georg Simmel, Wilhelm Dilthey, August Endell y Rainer Maria Rilke estuvieron entre los asistentes. Lepsius fue una de los miembros fundadores de la Secesión de Berlín y participó en las exposiciones hasta 1913.
La mayoría de sus aproximadamente doscientos ochenta retratos eran de personas de la comunidad judía y se perdieron o destruyeron durante la Segunda Guerra Mundial.
Lepsius murió en 1942 en Bayreuth.

## Obras
- Vom deutschen Lebensstil ; Leipzig: Seemann & Co. 1916
- stefan jorge : Geschichte einer Freundschaft . Berlín: Verlag Die Runde 1935
- Ein Berliner Künstlerleben um die Jahrhundertwende :Erinnerungen; Múnich: G. Müller 1972